# Ālenush Teriān
Ālenush Teriān (armeni: Ալենուշ Տէրեան)  (Teheran, 9 de novembre de 1920 - Teheran, 4 de març de 2011) va ser una astrònoma i física iraniana-armènia i que va ser anomenada «Mare de l'astronomia iraniana moderna».

## Infància
Va néixer el 9 de novembre de 1921 en una família armènia a Teheran, Iran. El seu pare, Arto, era director d'escena, poeta i traductor (amb el nom de ploma Arizad que significa «Nascut d'ari») que havia traduït Xahnamé (El llibre dels reis), del persa a l'armeni. La seva mare, Varto Terian, era actriu i directora d'escena.

## Educació i carrera professional
Teriān es va graduar el 1947 al Departament de Ciències de la Universitat de Teheran. Va començar la seva carrera al laboratori de física d'aquesta universitat i va ser escollida cap d'operacions de laboratori el mateix any.
Va signar una beca per estudiar a França, però el físic iranià Mahmoud Hessabi no ho va permetre. Ell creia que una dona no tenia que estudiar tant. Finalment va marxar de l'Iran cap a França, gràcies al suport econòmic del seu pare, on el 1956 es va doctorar en física atmosfèrica per la Universitat de La Sorbona. Després d'això, va tornar a l'Iran i es va convertir en professora auxiliar de termodinàmica a la Universitat de Teheran. Més tard va treballar en física solar a l'aleshores Alemanya Occidental durant un període de quatre mesos a través d'una beca que el govern alemany va atorgar a la Universitat de Teheran. El 1964 Teriān es va convertir en la primera dona professora de física a l'Iran.
El 1966, Teriān es va convertir en membre del Comitè de Geofísica de la Universitat de Teheran. L'any 1969 va ser escollida cap dels estudis de física solar d'aquesta universitat i va començar a treballar a l'observatori solar, del qual va ser una de les fundadores.
Teriān es va jubilar el 1979. En el moment de la seva mort vivia a Teheran. La celebració del 90è aniversari de Teriān a Teheran va comptar amb la presència de diversos parlamentaris iranians i més de 100 armenis iranians.
Teriān va morir el 4 de març de 2011, als 90 anys d'edat.